# OMV AG

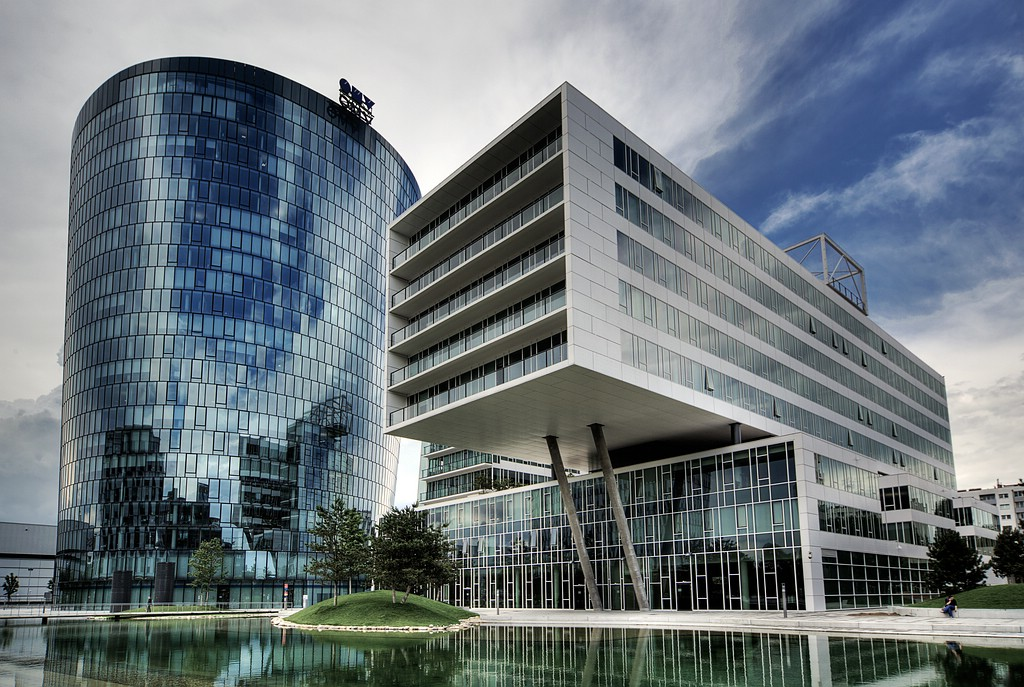
Sede de OMV en Viena.

OMV (originalmente ÖMV por "Österreichische Mineralölverwaltung", significando Autoridad austriaca del petróleo mineral) es la mayor compañía de producción y refino de petróleo, y operador de estaciones de servicio de Austria con importantes actividades en otros países de la Europa Central. Es la mayor compañía industrial de cotización pública (según volumen de negocio) y uno de los mayores grupos de petróleo y gas de Europa Central.

## Historia
ÖMV se originó en 1956 como sociedad de capitalización pública. En 1960, la compañía se hizo cargo de la refinería de Schwechat cerca de Viena. Las actividades internacionales de OMV empezaron en 1985 con actividades de exploración y producción en Libia. En 1990 OMV extendió sus actividades a la venta minorista, inaugurando su primera estación de servicio, seguido de su primera gasolinera en el extranjero (Hungría) en 1991. En 1995 la compañía cambió su nombre de ÖMV a OMV.
Entre 2002 y 2005 OMV hizo varias adquisiciones significativas. En 2002 compró el 25,1% de las acciones del Grupo Rompetrol. En 2003 se hizo con el control de la cartera de activos internacionales de Preussag Energie y del 45% de Bayernoil-Raffinerieverbund. Un año más tarde adquirió el 51% del grupo rumano de petróleo y gas Petrom SA, la mayor adquisición en la historia de OMV. En 2005, OMV vendió su participación en el Grupo Rompetrol y junto con IPIC de Abu Dhabi adquirió la compañía petroquímica Borealis.
En junio de 2005, OMV estableció la Fundación OMV Future Energy para la identificación de proyectos de energías renovables. En 2007 OMV intentó tomar el control de la compañía petrolera húngara MOL, pero tuvo que retirar su propuesta de fusión en 2008. En 2008, OMV y Gazprom cooperaron para desarrollar el Hub Gasístico del Centro de Europa (Central European Gas Hub), con base en las reservas subterráneas de gas de Baumgarten, para alcanzar una plataforma en Europa continental para el intercambio de productos gasísticos y su exportación a otros mercados.

## Operaciones

Localización mundial de la empresa OMV, para las actividades de exploración y producción.

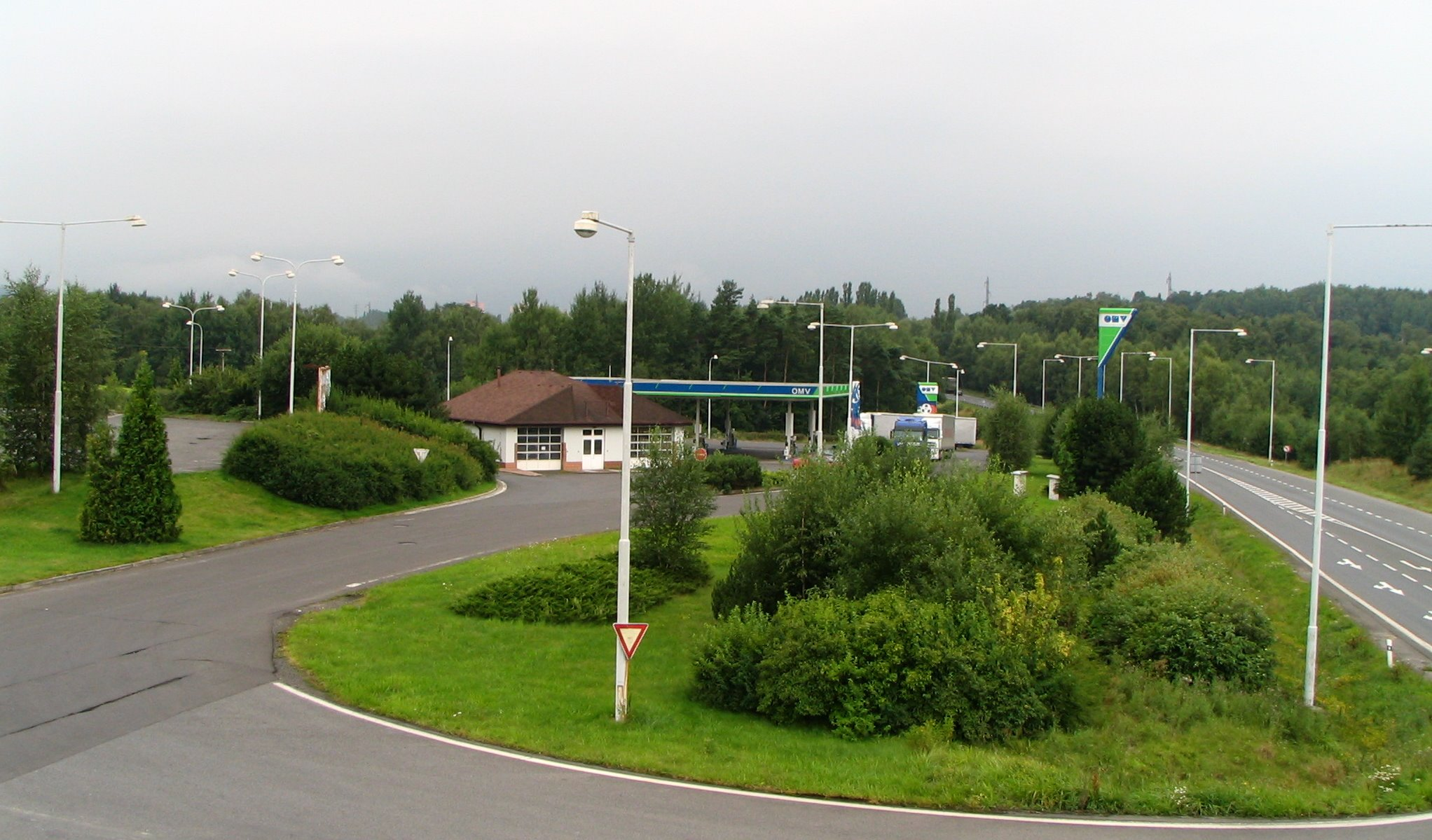
OMV ceraca de Sokolov en la República Checa.

En 2006, OMV ha consolidado ventas por €18.970 millones, con una fuerza de trabajo de 40.993 empleados, y una capitalización de mercado de aproximadamente €14.000 millones. Tiene actividades de refino y comercialización en 13 países y de exploración y producción en 18 países en los cinco continentes. OMV opera refinerías en Alemania, Austria y Rumania y opera 2500 gasolineras en Europa Central, con las marcas OMV, Avanti, Stroh y Petrom.

## Subsidiarias
OMV mantiene participaciones en varias compañías petroleras y petroquímicas. Las más importantes son:
- Petrom S.A. (51%)
- Borealis A/S (36%)
- Agrolinz Melamine International (AMI) GmbH (51%)
- Bayernoil Raffineriegesellschaft GmbH (45%)
- Petrol Ofisi A.Ş. (55.40%)
- Gasoducto Nabucco International GmbH (16.67%)[5]

## Accionistas
OMV es una empresa de cotización pública. Los principales accionistas son ÖIAG (holding del estado austriaco - 31.5%) y IPIC (20%) con el 48,3% de las acciones flotando libremente (free float).

## Controversias

### Petrom
La adquisición del 51% de las acciones de Petrom S.A. fue considerado polémico debido a que el contrato de privatización no se hizo públicamente y contenía varias cláusulas disputadas. La privatización supuestamente podría producir un monopolio. Se ha criticado la posibilidad de que OMV agote los recursos de Petrom. También se ha defendido que el precio pagado por OMV de €1.5 millones era demasiado bajo.